# Bobby Goldsboro
Robert Charles Goldsboro (nacido el 18 de enero de 1941)  es un cantante y compositor estadounidense de música pop y country. Tuvo varios sencillos de éxito en las décadas de 1960 y 1970, siendo el más destacable "Honey", que en 1968, vendió más de 1 millón de copias en los Estados Unidos.

## Biografía
Goldsboro nació en Marianna (Florida),  pero creció en la vecina localidad de Dothan, en el estado de Alabama.  Aprendió a tocar el ukelele cuando tenía alrededor de 12 años antes de aprender a tocar la guitarra. Estaba interesado en convertirse en jugador de béisbol profesional antes de dedicarse a la música. 
Goldsboro asistió a la escuela secundaria Dothan. En su último año de secundaria comenzó a tocar en una banda llamada The Webbs, con ellos, estuvo actuando de forma semiprofesional hasta el final de su segundo año en la universidad. El mánager del grupo, Buddy Buie, hizo arreglos para que la banda tocara con Roy Orbison, quien en ese momento carecía de banda de acompañamiento, en un espectáculo que él había organizado. El arreglo funcionó bien y The Webbs se convirtieron en la banda de acompañamiento permanente de Orbison durante dos años y medio hasta 1964, realizando giras por Estados Unidos y Europa. 
Cuando no estaban de gira con Orbison, The Webbs grababan canciones escritas por Goldsboro y tuvieron cierto éxito local. Llamaron la atención del productor independiente Jack Gold, que estaba interesado en trabajar con Goldsboro, este les dio una canción titulada " Molly " para que la grabaran, y la canción logró entrar en la lista de éxitos Billboard Hot 100 a principios de 1963.  
Goldsboro continuó actuando con The Webbs y Orbison hasta que su carrera en solitario comenzó a despuntar, tras grabar " See the Funny Little Clown ". El sencillo, escrito por Goldsboro, alcanzó el puesto número 9 en las listas nacionales de Estados Unidos a principios de 1964. Vendió más de 1 millón de copias y recibió un disco de oro .  En los años siguientes, logró algunos éxitos en el Top 40, incluidos " Little Things ", "Voodoo Woman" y " It's Too Late ". Sin embargo, su intento de crear canciones más serias se descarriló cuando "Broomstick Cowboy" fue prohibido en el American Bandstand de la cadena de televisión ABC.  Aunque Goldsboro no fue un intérprete prolífico de música soul, "Too Many People" y "It's Too Late"  fueron grandes éxitos en la escena soul del norte de Gran Bretaña.
En 1968, Goldsboro lanzó el mayor éxito de su carrera, "Honey", un tema que trata sobre la dramática muerte de la esposa de un hombre.   La canción, escrita por Bobby Russell, fue grabada en una sola toma.  Se convirtió en el disco más vendido en el mundo en 1968 y encabezó el Hot 100 durante cinco semanas, alcanzó el número dos en la lista de singles del Reino Unido en 1968 y 1975,  y fue el sencillo número uno en Australia.  También se convirtió en su primer éxito country.
Una de las composiciones de Goldsboro, " With Pen in Hand ", fue grabada por varios artistas, incluida una versión pop nominada al Grammy de Vikki Carr que alcanzó el top 40 del Hot 100 en 1969; Johnny Darrell había llevado la canción al número 3 en la lista de países de Estados Unidos un año antes .  En 1970, Della Reese incluyó una portada en su álbum Black Is Beautiful . " The Cowboy and the Lady " de Goldsboro se convirtió en uno de los 10 primeros éxitos country como "The Cowgirl and the Dandy" para Brenda Lee en 1980; Dolly Parton la cubrió en 1977 y John Denver tuvo un éxito con la canción en 1981.
Goldsboro alcanzó el puesto 11 en las listas nacionales de Billboard con la canción escrita por Mac Davis " Watching Scotty Grow ". " Summer (The First Time) ", una reminiscencia de 1973 sobre la primera experiencia sexual de un chico de 17 años (con una mujer de 31), fue un éxito Top 25 en los EE. UU. y alcanzó el número 9 en el Reino Unido.  Utilizando un riff de piano repetido, una guitarra de 12 cuerdas y un arreglo de cuerdas orquestal, la canción fue lo suficientemente sugerente como para generar cierta controversia. La continuación " Hello Summertime " fue escrita por Roger Cook y Roger Greenaway y alcanzó el puesto 14 en el Reino Unido en septiembre de 1974.  
A lo largo de su carrera, Goldsboro tuvo 11 éxitos en el Top 40 del Billboard Hot 100 y 12 en la lista de países.   Protagonizó su propio programa de televesión, The Bobby Goldsboro Show, de 1973 a 1976. También creó varios especiales animados y libros para niños, así como la serie infantil para la PBS The Swamp Critters of Lost Lagoon. Estuvo casado con Mary Alice Watson, a quien conoció mientras estaba en la universidad;  tuvieron tres hijos. Se divorciaron en 1982 después de un amargo caso judicial en el que la hija de Goldsboro  hizo acusaciones contra él que él rechazó como falsas.   Se casó con Dianne J. Roberts en 1985.  Goldsboro es un consumado pintor al óleo. 

## Discografía
- 1964 - The Bobby Goldsboro Album
- 1964 - I Can't Stop Loving You
- 1965 - Little Things
- 1965 - Broomstick Cowboy
- 1966 - It's Too Late
- 1966 - Blue Autumn
- 1967 - Solid Goldsboro
- 1967 - The Romantic, Wacky, Soulful, Rockin', Country, Bobby Goldsboro
- 1967 - Our Way of Life
- 1968 - Honey
- 1968 - Word Pictures
- 1969 - Today
- 1970 - Muddy Mississippi Line
- 1970 - Bobby Goldsboro's Greatest Hits
- 1970 - We Gotta Start Lovin/Watching Scotty Grow
- 1971 - Come Back Home
- 1972 - California Wine
- 1973 - Brand New Kind of Love
- 1973 - Summer (The First Time)
- 1974 - 10th Anniversary Album
- 1974 - Hello Summertime
- 1975 - Through the Eyes of a Man
- 1976 - A Butterfly for Bucky
- 1977 - Goldsboro
- 1981 - Bobby Goldsboro
- 1982 - The Round-Up Saloon
- 1986 - Happy Holidays
- 1987 - Best of Bobby Goldsboro
- 2015 - Country (grabado en vivo en 2011)